# 량쓰청

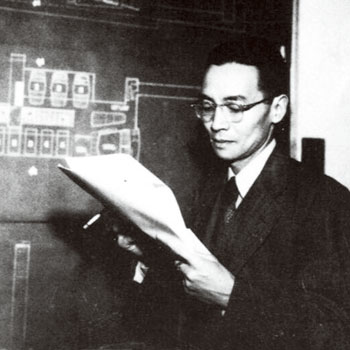

량쓰청(중국어: 梁思成, 병음: Liáng Sīchéng, 양사성, 1901년 4월 20일~1972년 1월 9일)은 중화인민공화국의 건축가이다. 2000년 중국건축학회(ASC)는 중국의 건축을 알리기 위하여 중국 건축 교육의 현대적 시스템의 창시자인 량쓰청 교수의 이름을 따 양사성 상을 세웠다.

## 일대기
1901년 4월 20일 도쿄에서 정치 활동가 량치차오의 맏아들로 태어났다.
1915년 베이징의 칭화 대학에 들어갔으며 1923년 동 대학을 졸업하였다.
1924년 6월 아내 린후이인과 함께 미국 유학길에 올랐다. 둘은 필라델피아 펜실베이니아 대학으로 가서 건축학 공부를 준비하였다. 
린후이인은 건축학과에서 여학생을 받아들이지 않자 어쩔 수 없이 미술과를 선택하였지만 량쓰청은 이해 가을 건축과에 들어갔고 1927년에는 건축학 석사 학위를 받았다.
하버드 대학교에서 건축과 미술사를 연구하였으나 박사 과정을 마치지 않았다.
1928년 린후이인(林徽因)과 캐나다 밴쿠버에서 결혼하였다.
두 사람은 베이징의 칭화대에서 모두 건축 예술가와 건축학 교수로 일하였고, 미국 예일 대학의 지원으로 공동 연구를 진행하기도 하였다.
1946년에는 칭화 대학의 공학부에 건축학과를 설립하였다.
그는 1972년 1월 9일 베이징에서 사망하였다.

## 여담
2012년 1월 량쓰청과 린후이인 부부의 베이징의 옛 집이 부동산 개발상에 의해서 기습 철거되어 논란이 되었다. 
베이징 동청구의 베이쭝부 후퉁에 있던 중국 전통 가옥 사합원 양식의 이 집은 중국 문화 유적 보호 운동의 상징이다. 
량쓰청 부부가 1930년대에 세들어 살면서 활발한 활동을 했던 곳으로 유명하다. 
량쓰청 부부는 1949년 중국 공산당 정권이 들어섰을 당시 옛 성벽 등이 그대로 남아 있던 베이징의 옛 보존 하의 도시 풍격을 그대로 유지하고, 정치·행정 기능을 가진 신도시는 따로 건설해야 한다는 제안을 하였다. 
하지만 중국 당국은 이러한 제안을 거부하고 성벽과 성문을 모두 철거하고 도로를 냈다. 
이로 인해 이들 부부가 살았던 옛 집도 베이징 옛 도시와 같은 운명을 맞았다.